# 阿根廷，别为我哭泣
《阿根廷，別為我哭泣》是美國女歌手瑪丹娜在1996年12月發行的翻唱歌曲，為其主演的電影《阿根廷，別為我哭泣》中的電影主題曲。〈阿根廷，別為我哭泣〉在美國單曲榜獲得第8名的成績。

## 資料

### 歌曲簡介
〈阿根廷，別為我哭泣〉是音樂大師安德魯·洛伊·韋伯所創作，詞的部分則是由蒂姆·赖斯所負責，歌曲就是描述阿根廷第一夫人伊娃·裴隆（Evita）的一生。〈阿根廷，別為我哭泣〉在1976年首次發表唱片，當時的主唱是朱麗葉·科文頓，不過在1978年所上演的音樂劇中，該曲的主唱則換成了音樂劇名伶伊蓮·佩姬。由於〈阿根廷，別為我哭泣〉這首歌曲非常難唱，外界對於一向都是唱流行舞曲的瑪丹娜是否有能力詮釋這首歌曲始終保持著存疑的態度，為此瑪丹娜特地拜師學了聲樂的歌唱技巧，這也讓人見識到這位當代的流行樂天后她在電影事業上的努力與企圖心。

### 商業成績
〈阿根廷，別為我哭泣〉在1997年2月22日進入告示牌單曲榜，首週成績直接佔據第17名，第二週跳升至第8名，這也成了它在美國單曲榜的最高成績，第三週因單曲後繼無力名次始往下掉，它在榜內共待了16週，〈阿根廷，別為我哭泣〉成為瑪丹娜翻唱歌曲中成績最高者。
〈阿根廷，別為我哭泣〉在1996年12月28日在英國單曲榜獲得第3名的成績，成為瑪丹娜第38首TOP 10英國單曲。

### 單曲收錄
〈阿根廷，別為我哭泣〉最早收錄於瑪丹娜在1996年發行的《瑪丹娜之阿根廷別為我哭泣》電影原聲帶中，另外亦收錄於2001年發行的精選輯《就是娜精選輯》（英語：GHV2）中。